# Æthelflæd de Damerham
Pour les articles homonymes, voir Æthelflæd (homonymie).
Æthelflæd est la deuxième femme du roi d'Angleterre Edmond Ier.

## Biographie
Æthelflæd est la fille d'un ealdorman (peut-être d'Essex) nommé Ælfgar. Sa sœur Ælfflæd est l'épouse de Byrhtnoth, ealdorman d'Essex à la fin du Xe siècle. Dans son testament (S 1483), rédigé entre 946 et 951 environ, Ælfgar lègue plusieurs domaines à ses filles. Æthelflæd hérite notamment de Cockfield, dans le Suffolk, et Fen Ditton, dans le Cambridgeshire.
Elle devient l'épouse du roi Edmond Ier en 944, après la mort de sa première femme Ælfgifu. Son mari meurt deux ans plus tard, en 946, sans qu'ils n'aient eu d'enfants ensemble. Elle se remarie avec un ealdorman nommé Æthelstan. Plusieurs nobles portent ce nom à l'époque, mais le plus probable est Æthelstan Rota, ealdorman dans le sud-est de la Mercie entre 955 et 970.
Æthelflæd meurt à une date inconnue entre 962 et 991, plus probablement après 975. Son testament (S 1494) enregistre des legs à plusieurs monastères.